# فريديريكه لويزه هسن دارمشتات
فريديريكه لويزه هسن دارمشتات (Friederike Luise von Hessen-Darmstadt؛ 16 أكتوبر 1751 - 25 فبراير 1805) ملكة بروسيا كزوجة الثانية للملك فريدرش فيلهلم.
فريديريكه لويزه ابنة لودفيش التاسع لاندغراف هسن دارمشتات، وكارولينه تسفايبروكن. ولدت في برنتسلاو، إحدى شقيقاتها فيلهلمينه أصبحت زوجة في المستقبل بافل الأول إمبراطور روسيا، وفي حين أصبحت أخر الدوقة الكبرى لويزه ساكس -فايمار-إيزنباخ، وكذلك شقيقها لودفيغ الأول، دوق هسن الأكبر.

## الزواج
تزوجت من فريدرش فيلهلم في 14 يوليو 1769 في قصر شارلوتنبورغ، مباشرة إثر طلاقه لابنة عمته الأميرة إليزابت كرستينه أولريكه بروانشفايغ فولفنبوتل. سماها فريدرش فيلهلم ب«ليزي الهسنية» (Hessische Lieschen).
أصبحت ملكة بروسيا باعتلاء زوجها العرش في عام 1786، واحتفظت بمنصبها لمدة أحد عشر عاماً. لم يكن الزواج جيداً، فقد كان لفريدرش عشيقات عديدات، أبرزهن فيلهلمينا فون لشتناو، والتي ارتبط بعلاقة معها من نفس عام زواجه من فريديريكه لويز واستمرت حتى وفاته، وفي عام 1787، تزوج عليها وصيفتها يولي فون فوس، وعام 1790 تزوج عليها مرة ثانية وصيفتها الأخرى صوفي فون دونهوف. لم تعتبر الملكة فريديريكه لويزه جذابة ووصفت بغريبة الأطوار. زعمت بأنها رأت أشباح وأطياف، ولهذا السبب أبقت ساعات يومها معكوسة، نائمة نهاراً وصاحية ليلاً، وتفاقم هذا السلوك بعد وفاة فريدرش فيلهلم، واشتهرت فريدريكه لويزه بكرماً الكبير، وخصوصاً للمحتاجين.
ابتدءاً من سنة 1788، كانت تمضي فصل الصيف في فراينفالده، الأمر الذي أسهم إلى حد كبير في تنمية المدينة اقتصادياً وثقافياً. خاصة باعتبارها ملكة الأم الأرملة، تم تشييد العديد من المباني في المدينة سكناً لها ولبلاطها أثناء إقامتهم. في عام 1799، بُني لها قصر صيفي بإشراف المعماري ديفيد غيلي.